# Fårupgård

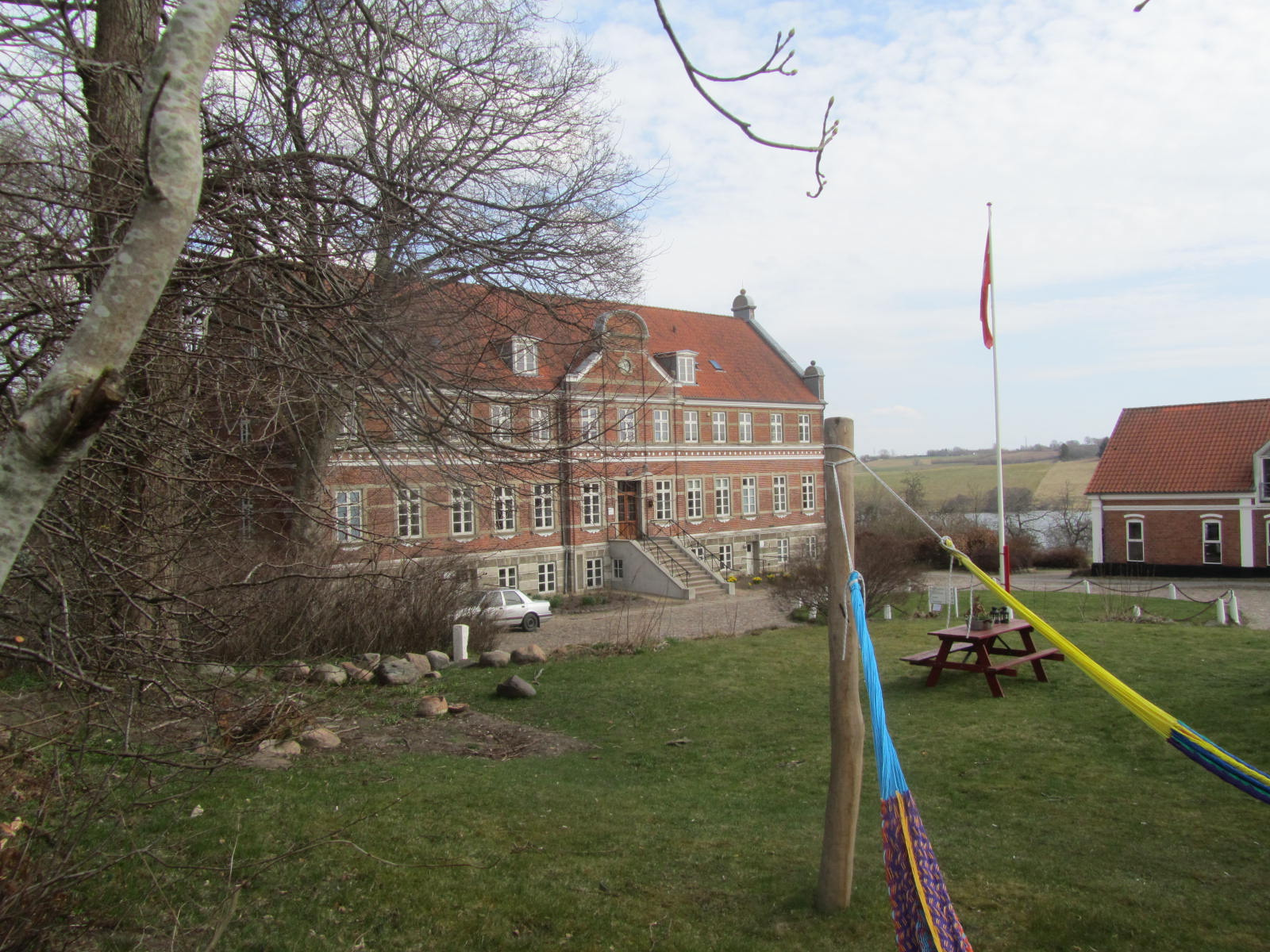
Westfront von Fårupgård, der südlich gelegene Fårup Sø im Hintergrund, 2013.

Fårupgård ist ein Herrenhaus in der dänischen Gemeinde Jelling Sogn in der Tørrild-Harde, die heute zum Vejle Amt gehört. Die Geschichte des Hauses kann bis ins 15. Jahrhundert zurückverfolgt werden.

## Geschichte
Fårup wurde erstmals 1436 als ein Dorf erwähnt mit fünf Bauern, von denen „Nicolaus Jacobi Villesen (Ferke) de Fathrup“ namentlich bekannt ist. 1578 gelangten mehrere der Höfe in den Besitz von Laurids Skram. Unter ihm erhielt der neue Herrensitz den Namen „Fårupgård“. Seine Tochter ließ das alte Dorf niederreißen. Ihre Nichte Sophie Below, die Mutter von Birgitte Thott, besaß das Gut 1634–1650. Ihr Sohn und Erbe Henrik Thott verkaufte das während des Torstenssonkrieges verwüstete Gut. Anschließend wechselten häufig die Besitzer.
In den 1880er Jahren erbaute der damaligen Eigentümer W. R. Tidemann das heutige Herrenhaus als einstöckiges Gebäude auf den Grundmauern des um 1750 errichteten Vorgängerbaus. Nach einem Brand im Jahr 1915 wurde es in seinem heutigen Aussehen wieder aufgebaut.
1911 gelangte das Gut in öffentlichen Besitz. Die dazugehörigen Ländereien wurden aufgeteilt in insgesamt 26 Bauernhöfe. Das Gutshaus und die dazugehörigen Gebäude dienten erst als Heim für alkoholkranke Männer, später für vernachlässigte Kinder und ab 1952 als Schulheim. Seit 1968 im Besitz des Vejle Amts beherbergt es seit 1994 das Fårupgård Ungecenter, eine Wohneinrichtung der Gemeinde Vejle mit Platz für 42 Kinder und Jugendliche mit psychosozialen Problemen.